# 김소희 (스키 선수)
김소희(金昭希, 1996년 8월 19일~)는 대한민국의 알파인 스키 선수이다. 2018년 동계 올림픽과 2022년 동계 올림픽에 대한민국 국가대표로 참가하였다. 2021년 3월 6일에 FIS 월드컵에 처음으로 출전하여 대한민국 여자 알파인 스키 선수로는 최초로 월드컵에 참가했다.